# Rio North Fork Koyukuk
O rio North Fork Koyukuk é um dos principais afluentes formadores do rio Koyukuk, no norte do estado do Alasca, Estados Unidos. Possui aproximadamente 160 quilômetros de extensão e uma bacia hidrográfica de cerca de 4 792 km². O rio nasce nas vertentes meridionais da Divisória Continental da América do Norte, na cordilheira Brooks.

## Curso
Grande parte de seu curso está localizada dentro dos limites do Parque Nacional e Reserva Gates of the Arctic e, desde 1980, o rio é oficialmente classificado como parte do Sistema Nacional de Rios Selvagens e Cênicos dos Estados Unidos, conforme designação do Congresso dos Estados Unidos.
Entre seus principais afluentes destacam-se os rios Glacier, Tinayguk e Clear. O ramo norte une-se ao braço central para formar o curso principal do rio Koyukuk.

## História
Em 1929, o ambientalista Robert Marshall explorou detalhadamente o sistema fluvial do ramo norte, nomeando diversas montanhas da região, como o Monte Doonerak, Frigid Crags e Boreal Mountain — estas duas últimas formam a icônica formação geográfica conhecida como Portões do Ártico.